# Ромска дијаспора
Ромска дијаспора има неколико различитих популација, од којих су највећа Роми и иберијске кале, који су у Анадолију и на Балканско полуострво стигли отприлике почетком 12. века, миграцијом са индијског потконтинента почетком 1. — 2. века нове ере. Населили су се на подручјима данашње Турске, Грчке, Србије, Румуније, Хрватске, Молдавије, Бугарске, Северне Македоније, Мађарске, Албаније, Босне и Херцеговине, Чешке, Словеније и Словачке, по редоследу обима, и Шпаније. Са Балкана су мигрирали широм Европе, а у 19. веку и каснијим у Америку. Процењује се да ромска популација у Сједињеним Америчким Државама износи више од једног милиона.
Не постоји званичан, ни поуздан број, ромског становништва широм света. Многи Роми одбијају да региструју свој етнички идентитет у званичним пописима због страха од дискриминације. Други су потомци мешовитих бракова са локалним становништвом и више се не идентификују само (или уопште) као Роми.
Од раних 2000-их, процењује се да је 4 до 9 милиона Рома живело у Европи и Малој Азији, иако неке ромске организације процењују на 14 милиона. Значајне ромске популације налазе се на Балканском полуострву, у неким средњоевропским државама, у Шпанији, Француској, Русији и Украјини. Укупан број Рома који живе ван Европе је првенствено на MENA и у Америци и процењује се укупно више од два милиона. Неке земље не прикупљају податке према националној припадности.
Роми се идентификују као различите етничке припадности, делом засноване на територијалним, верским, културним и дијалекатским разликама и самоодређивању. Главне гране су:
1. Роми у централној и источној Европи и Италији, емигрирали су (углавном од 19. века надаље) у остатак Европе, као и Америку
2. Иберијске кале, углавном у Шпанији, али и у Португалији, Јужној Француској и Латинској Америци
3. Финске кале, у Финској, заједнице постоје и у Шведској
4. Велшке кале, у Велсу, тачније у северозападном делу земље
5. Romanichal, у Енглеској, заједнице постоје и у Сједињеним Америчким Државама, Канади, Аустралији, Новом Зеланду, Јужној Африци, североисточном Велсу, Јужном Велсу и на шкотским границама
6. Синти, у областима европског говорног подручја, у Европи и неким суседним земљама
7. Мануш, у француским говорним подручјима Европе (фр. Manouche)
8. Romanisæl, у Шведској и Норвешкој. Ромско-шведско становништво углавном се налази у јужним деловима земље.
9. Шкотски низоземски Роми се такође сматрају ромском групом, мада се за њих теоријски сматра да су спој између Рома и домаће групе Травелера. Њихов језик је претежно изведен из ромског.
10. Муслимански Роми, у Турској и на Балкану
11. Блискоисточни Роми